# Bulaotun
Bulaotun (chinesisch 不老屯鎮 / 不老屯镇, Pinyin Bùlǎotún Zhèn) ist eine Großgemeinde im Norden des Stadtbezirks Miyun der Regierungsunmittelbaren Stadt Peking. Bulaotun hat eine Fläche von 226,8 km² und 15.810 Einwohner (Ende 2010).
Etwas südlich des Dorfs Bulaotun, auf halbem Weg zum Speichersee, befindet sich das Observatorium Miyun der Nationalen Astronomischen Observatorien der Chinesischen Akademie der Wissenschaften.

## Geschichte
Der historische Kern der Großgemeinde ist die heutige Einwohnergemeinschaft Bulaotun („Wehrsiedlung Alterslos“) des gleichnamigen Verwaltungsdorfs. 1962 wurde hier die Volkskommune Bulaotun gegründet, die 1983 im Zuge der Reform- und Öffnungspolitik wieder aufgelöst und in eine Gemeinde umgewandelt wurde. 1990 wurde Bulaotun zur Großgemeinde hochgestuft. 1993 kam die 8 km nordöstlich gelegene Gemeinde Banchengzi mit den ihr unterstehenden Dörfern zu Bulaotun.

## Administrative Gliederung
Bulaotun setzt sich aus zwei Einwohnergemeinschaften und 26 Verwaltungsdörfern zusammen (Stand 2018). Diese sind:
| Einwohnergemeinschaft Bulaotun (不老屯社区), Regierungssitz der Großgemeinde Einwohnergemeinschaft Yanluo (燕落社区) Dorf Bulaotun (不老屯村) Dorf Yanluo (燕落村) Dorf Yanggezhuang (杨各庄村) Dorf Donggezhuang (董各庄村) Dorf Shayuli (沙峪里村) Dorf Xueyichang (学艺厂村) Dorf Zhuanshanzi (转山子村) Dorf Huangtukan (黄土坎村) Dorf Baitugou (白土沟村) Dorf Choushanzi (丑山子村) Dorf Bianzhuangzi (边庄子村) Dorf Chedaoling (车道岭村) | Dorf Bingmaying (兵马营村) Dorf Liushugou (柳树沟村) Dorf Dawopu (大窝铺村) Dorf Yongle (永乐村) Dorf Xuegezhuang (学各庄村) Dorf Xiangshuiyu (香水峪村) Dorf Beixiangyu (北香峪村) Dorf Nanxiangyu (南香峪村) Dorf Banchengzi (半城子村) Dorf Shizhuangzi (史庄子村) Dorf Gushiyu (古石峪村) Dorf Chenjiayu (陈家峪村) Dorf Yangpodi (阳坡地村) Dorf Xituogu (西坨古村) |